# Hemigrammus vorderwinkleri
Hemigrammus vorderwinkleri är en fiskart som beskrevs av Géry, 1963. Hemigrammus vorderwinkleri ingår i släktet Hemigrammus och familjen Characidae. Inga underarter finns listade i Catalogue of Life.